# Trnová, Praha-západ
Trnová là một làng thuộc huyện Praha-západ, vùng Středočeský, Cộng hòa Séc.